# Ів-Жозеф Кергелен
Ів Жозеф де Кергелен де Тремарек (13 лютого 1734, маєток Тремарек, Ландюдаль (сучасний Фіністер) — 3 березня 1797, Париж) — французький морський офіцер і штурман XVIII століття. Він відкрив острови, яким англійський дослідник Джеймс Кук дав назву архіпелаг Кергелен.

## Біографія
1771 року очолив експедицію, що відкрила 13 лютого 1772 острови Кергеленової Землі (нині — архіпелаг Кергелен ). Після 2-ї експедиції, здійсненої Кергеленом в 1773 році, він був звинувачений у тому, що навмисне залишив частину свого екіпажу на негостинному острові, і був заарештований, попри пред'явлення ним доказів, що ці члени екіпажу були врятовані. Пізніше він здійснив ще низку подорожей морем зі своїми синами.
Під час війни за незалежність Сполучених Штатів Кергелен озброїв каперський корабель і за короткий час захопив сім англійських суден. Незабаром Кергелен був захоплений і заарештований англійцями під час навколосвітньої подорожі з науковою метою на 10-гарматному корветі Liber-Navigator, всупереч отриманому від Британського адміралтейства паспорту на вільне плавання.
Під час революції Кергелена призначили директором департаменту міністерства і зробили контрадміралом. 1794 року звільнений у відставку.

## Твори
Протягом своєї кар'єри Кергелен опублікував кілька звітів про свої подорожі та особисті роздуми про стан військово-морського флоту у Франції